# Ensemble Studios
Ensemble Studios war ein Unternehmen im Besitz von Microsoft, das Computerspiele entwickelte. Bekannt ist der Spieleentwickler vor allem für die erfolgreiche Serie Age of Empires.
Das Studio wurde 2009 nach Veröffentlichung von Halo Wars geschlossen.

## Geschichte
Ensemble Studios wurden 1995 in Dallas (Texas) von Tony Goodman, seinem Bruder Rick Goodman, Bruce Shelley und Brian Sullivan gegründet. Es entstand als Ausgründung der Unternehmensberatungsfirma Ensemble Corporation. Zwei Jahre später erschien das erste Spiel Age of Empires. Im Jahr 2001 übernahm Microsoft das Unternehmen.
Am 9. September 2008 bestätigte Microsoft zuvor aufgekommene Gerüchte um die Auflösung von Ensemble und gab die Schließung des Studios nach dem Ende der Arbeiten an Halo Wars bekannt.
Als Folge der Auflösung gründete Tony Goodman mit 45 Entwicklern Robot Entertainment. Auch David Rippy startete mit Bonfire Studios ein unabhängiges Entwicklerstudio und Newtoy, welche sich auf die Entwicklung von Mobile Games konzentrieren. Teilweise arbeiteten Mitarbeiter von den Ensemble Studios bei Forgotten Empires an der Entwicklung von Age of Empires II: HD Edition.

## Spiele
Die erfolgreichste Entwicklung der Ensemble Studios ist die Age-of-Empires-Reihe. Auch den Nachfolgern Age of Empires II: The Age of Kings und Age of Mythology war großer Erfolg beschert. Ensemble veröffentlichte auch stets Erweiterungen (sogenannte „Expansion-Packs“) für die entwickelten Spiele.
Am 18. Oktober 2005 gaben Ensemble Studios Age of Empires III heraus. Es stellt die Fortsetzung von Age of Empires II (Mittelalter) dar und hat die Eroberung Amerikas durch die Europäer als Hintergrund.
Das letzte Spiel, an dem das Studio arbeitete, ist das Echtzeitstrategiespiel Halo Wars, welches auf der Unreal Engine 3 basiert.
Age of Empires und Age of Empires II basieren auf der Genie Engine, die Spiele von Age of Mythology und Age of Empires III auf der Bang! Engine.
| Veröffentlichung | Name                                               | Kürzel         |
| ---------------- | -------------------------------------------------- | -------------- |
| 1997             | Age of Empires                                     | AoE            |
| 1998             | Age of Empires: The Rise of Rome                   | RoR oder AoR   |
| 1999             | Age of Empires II                                  | AoK oder AoE2  |
| 2000             | Age of Empires II: The Conquerors                  | AoC oder TC    |
| 2001             | Star Wars: Galactic Battlegrounds                  | SWGB           |
| 2002             | Star Wars: Galactic Battlegrounds: Clone Campaigns | SWGB, tlw. CC  |
| 2002             | Age of Mythology                                   | AoM            |
| 2003             | Age of Mythology: The Titans                       | AoT            |
| 2005             | Age of Empires III                                 | AoE3           |
| 2006             | Age of Empires III: The WarChiefs                  | AoEWC oder TWC |
| 2007             | Age of Empires III: The Asian Dynasties            | AoE TAD        |
| 2009             | Halo Wars                                          |                |